# Kanton La Force
Der Kanton La Force war von 1790 bis 2015 ein französischer Wahlkreis im Arrondissement Bergerac, im Département Dordogne und in der Region Aquitanien; sein Hauptort war La Force, Vertreter im Generalrat des Départements war zuletzt von 2004 bis 2015 Armand Zaccaron. 
Der zwölf Gemeinden umfassende Kanton war 230,53 km² groß und hatte 12.342 Einwohner (Stand 2011). 

## Gemeinden
| Gemeinde                 | Einwohner Jahr | Fläche km² | Bevölkerungsdichte | Code INSEE | Postleitzahl |
| ------------------------ | -------------- | ---------- | ------------------ | ---------- | ------------ |
| Bosset                   | 198 (2013)     | 14,52      | 14 Einw./km²       | 24051      | 24130        |
| Le Fleix                 | 1.487 (2013)   | 18,05      | 82 Einw./km²       | 24182      | 24130        |
| Fraisse                  | 160 (2013)     | 21,5       | 7 Einw./km²        | 24191      | 24130        |
| Ginestet                 | 743 (2013)     | 13,06      | 57 Einw./km²       | 24197      | 24130        |
| La Force                 | 2.568 (2013)   | 15,6       | 165 Einw./km²      | 24222      | 24130        |
| Les Lèches               | 354 (2013)     | 21,58      | 16 Einw./km²       | 24234      | 24400        |
| Lunas                    | 347 (2013)     | 16,87      | 21 Einw./km²       | 24246      | 24130        |
| Monfaucon                | 293 (2013)     | 24,74      | 12 Einw./km²       | 24277      | 24130        |
| Prigonrieux              | 4.176 (2013)   | 26,12      | 160 Einw./km²      | 24340      | 24130        |
| Saint-Georges-Blancaneix | 227 (2013)     | 13,62      | 17 Einw./km²       | 24413      | 24130        |
| Saint-Géry               | 226 (2013)     | 18,71      | 12 Einw./km²       | 24420      | 24130        |
| Saint-Pierre-d’Eyraud    | 1.762 (2013)   | 26,16      | 67 Einw./km²       | 24487      | 24130        |

## Bevölkerungsentwicklung
| 1962 | 1968 | 1975 | 1982 | 1990   | 1999   | 2006   | 2011   |
| ---- | ---- | ---- | ---- | ------ | ------ | ------ | ------ |
| 7317 | 8085 | 8614 | 9725 | 10.996 | 11.399 | 11.802 | 12.342 |